# Götz Bickelhaupt
Götz Bickelhaupt (* 9. Juni 1928; † 30. November 1987) war ein deutscher evangelisch-lutherischer Pfarrer.

## Leben
Nach dem Erreichen seiner Hochschulreife studierte er Evangelische Theologie und wurde anschließend Vikar in der Evangelisch-Lutherischen Kirche in Thüringen. Im Jahre 1950 wurde er zum Pfarrer ordiniert. Seit 1955 war er als Gemeindepfarrer in Lauscha (Thüringer Wald) tätig. Er wollte seine Gemeindeglieder davon überzeugen, die sozialistischen Gesellschaftsverhältnisse in der DDR zu akzeptieren. Bickelhaupt war Mitglied in der CDU der DDR. Außerdem gehörte er zu Begründern des staatsnahen Evangelischen Pfarrerbundes in der DDR, dessen Vorsitz er einige Jahre einnahm. Weiterhin war er Mitbegründer der Monatszeitschrift Standpunkt und publizierte Aufsätze in der von ihm mit redigierten Zeitschrift sowie in Publikationen der CDU. Götz Bickelhaupt gehörte zum Kreis der Ausleger einer Bibelausgabe, die 1961 im Burkhardthaus-Verlag herausgegeben wurde.
Bickelhaupt war Mitglied der Christlichen Friedenskonferenz und beteiligte sich an einigen der sechs Allchristlichen Friedensversammlungen, die in Prag stattfanden.
Götz Bickelhaupt war der Vater des Journalisten Thomas Bickelhaupt und des Pfarrers Michael Bickelhaupt.

## Werke
- Dienstgemeinschaft in der Entscheidung für die sozialistische Gesellschaft, Leipzig: Bund evangelischer Pfarrer in d. DDR, 1971, Als Ms. gedr.
- Hefte aus Burgscheidungen Nr. 153: Auf dem Wege zur engagierten Gemeinde, von Götz Bickelhaupt von Christlich-Demokrat. Union, Sekretariat d. Hauptvorstandes (Broschiert – 1966)
- Ich will euer Gott sein, Band II: Neues Testament, Burckhardthaus-Verlag GmbH, 1961. Das Neue Testament wurde in diesem Buch ausgelegt von Lisbet Baermann, Newton Harcourt, England; P. Erich Bammel, Wolfsburg/Hann P. Gerhard Bassarak, Berlin; Pfarrvik. Ingeborg Becker, Berlin; P. Klaus Berg Bremen; P. Eberhard Bethge, London; P. Brinkmeier, Othfresen/Harz: P. Götz Bickelhaupt, Lauscha/Thür.[1]
- Suchet der Stadt Bestes. Aus dem Leben der evangelischen Kirchen in der Deutschen Demokratischen Republik, hrsg. von Carl Ordnung (darin: Emil Fuchs: Kirchliche und theologische Neubesinnung nach 1945; Götz Bickelhaupt: Wir entdecken Gottes Dienst an der Welt[2])